# Грб Сребренице
Грб Сребренице је званични грб српске општине Сребреницa. Грб је усвојен 25. јуна 2005. године.
Симбол општине има облик једноставног амблема.

## Опис грба
Знак Сребренице је црвено пачетворинасто (правоугаоно заобљено) поље са сивим (сребреним) иницијалом словом С, обрубљеним загаситонаранџасто. У његовом горњем дијелу, налази се зелено зимзелено дрво, у доњем наранџаста фонтана, те у дну сиви натпис имена општине: „Сребреница“.
Сива боја симболизује руде оловна и цинка, а загаситонаранџаста боксит. Дрво представља природна богатства шума, фонтана љековите воде Црног Губера. 
Ранији Статут општине је прописивао да је иницијал и натпис исписан латиничним писмом и такви се користе и у службеној употреби. Варијација знака са ћириличним иницијалом и натписом резултат је промјена са краја 1990их, што је озваничено Статутом из 2005. године.